# سنت مریز (کلرادو)
سنت مریز (به انگلیسی: St. Mary's) یک منطقهٔ مسکونی در ایالات متحده آمریکا است که در شهرستان کلیر کریک، کلرادو واقع شده‌است. سنت مریز ۷٫۹ کیلومتر مربع مساحت و ۲۸۳ نفر جمعیت دارد و ۳٬۰۷۲ متر بالاتر از سطح دریا واقع شده‌است.